# معبر رأس العين الحدودي
معبر رأس العين أو معبر جيلان بينار هو أحد المعابر الأحد عشر على الحدود بين سوريا و تركيا .

## الوضع الحالي للمعبر
سيطرت كتائب المعارضة السورية على المعبر في العام 2012 قبل أن يسيطر تنظيم داعش عليه عام 2013 و لتعود الوحدات الكردية وبمساندة من القوات الأمريكية للسيطرة على المعبر أواخر العام 2014. وهو مغلق من الجانب التركي منذ ذلك الحين ويفتح لحالات محدودة فقط .